# بیم تراپیوتیکس
بیم تراپیوتیکس (انگلیسی: Beam Therapeutics) شرکت داروسازی آمریکایی است، که در سال ۲۰۱۷ توسط فنگ ژنگ تأسیس شد.